# Parafia św. Kazimierza w Łohojsku
Parafia św. Kazimierza w Łohojsku – rzymskokatolicka parafia znajdująca się w archidiecezji mińsko-mohylewskiej, w dekanacie wilejskim, na Białorusi. Parafię prowadzą Misjonarze Świętej Rodziny.

## Historia
Parafia istnieje od 1609 roku kiedy Aleksander Tyszkiewicz, po przejściu na katolicyzm, ufundował w Łohojsku drewniany kościół pod wezwaniem Narodzenia Najświętszej Maryi Panny i św. Kazimierza. Stał się on jednocześnie miejscem pochówku łohojskiej gałęzi rodu Tyszkiewiczów. Budynek zbudowano na wzgórzu za rzeką Hajną. Świątynia spłonęła w 1655 roku podczas wojny polsko-rosyjskiej. Kościół odbudowano, lecz został ponownie zniszczony przez Szwedów  w 1706 r. podczas III wojny północnej. W 1709 r. kościół ponownie odbudowano. Budynek był na planie krzyża z dwiema zakrystiami. Nad frontem fasady i nad prezbiterium wznosiły się niewielkie wieże. 
Przy kościele działała szkoła parafialna, szpital oraz Bractwo Serca Jezusowego założone w 1747 r. W latach 1787–1793 wzniesiono murowany kościół ufundowany przez hrabiego Antoniego Tyszkiewicza. Budowę ukończył jego syn Wincenty. Klasycystyczną świątynię konsekrowano 20 października 1793 r. pod wezwaniem św. Kazimierza. W 1806 r. na 4-kolumnowym portykiem fasady wzniesiono wieżę zegarową, przenosząc zegary ze zlikwidowanego łohojskiego ratusza. W 1843 r. sprowadzono tu relikwie św. Kazimierza. We wnętrzu znajdował się ołtarz główny namalowany w technice malarstwa iluzjonistycznego, jednak płaska ściana apsydy posiadała niszę, w której od 1817 r. znajdowała się naturalnej wielkości drewniana figura Jezusa. Iluzjonistyczne ołtarze boczne św. Antoniego i Niepokalanego Poczęcia Najświętszej Maryi Panny były zwieńczone obrazami św. Wincentego i św. Kazimierza w okrągłych ramach. W krypcie grobowej Tyszkiewiczów pod kościołem znajdował się ołtarz Ukrzyżowania. 
W 1884 r. parafia liczyła ok. 6000 osób, posiadała kaplice w Tadulinie i Jemielianowie. W 1907 r. teren kościoła otoczono nowym ceglanym płotem z bramą. Na prawo od świątyni stała wbudowana w ogrodzenie dwuprzęsłowa murowana dzwonnica. W tym czasie w parafii było ponad 5200 wiernych. 
15 stycznia 1927 r. Sowieci aresztowali proboszcza ks. Józefa Ibiańskiego. 8 kwietnia 1927 r. został skazany na 3 lata (według innych źródeł na 5 lat) niewolniczej pracy przymusowej i zesłany do obozu koncentracyjnego na Wyspach Sołowieckich. Tam zginął w nieznanych okolicznościach.
Kościół funkcjonował do lat 50. XX wieku, później został rozebrany przez władze sowieckie. Kościół został zamknięty w 1936 roku i rozebrany przez władze sowieckie w latach 50 XX w. 
Parafia została reaktywowana w 1991 r. Na miejscu dawnego kościoła wybudowano nowy i konsekrowano w 1999 roku.

## Proboszczowie
- przed 1905 — Julian Franciszek Banzo
- 1906-1907 — Wilhelm Ruciński
- 1908-1911 — Aleksander Giedrojć
- 1912-1918? — Antoni Hanicz
- 1923-1927 — Józef Konstantynowicz Ibiański
- 1928?—1930 — Wiktor Janowicz Walentynowicz

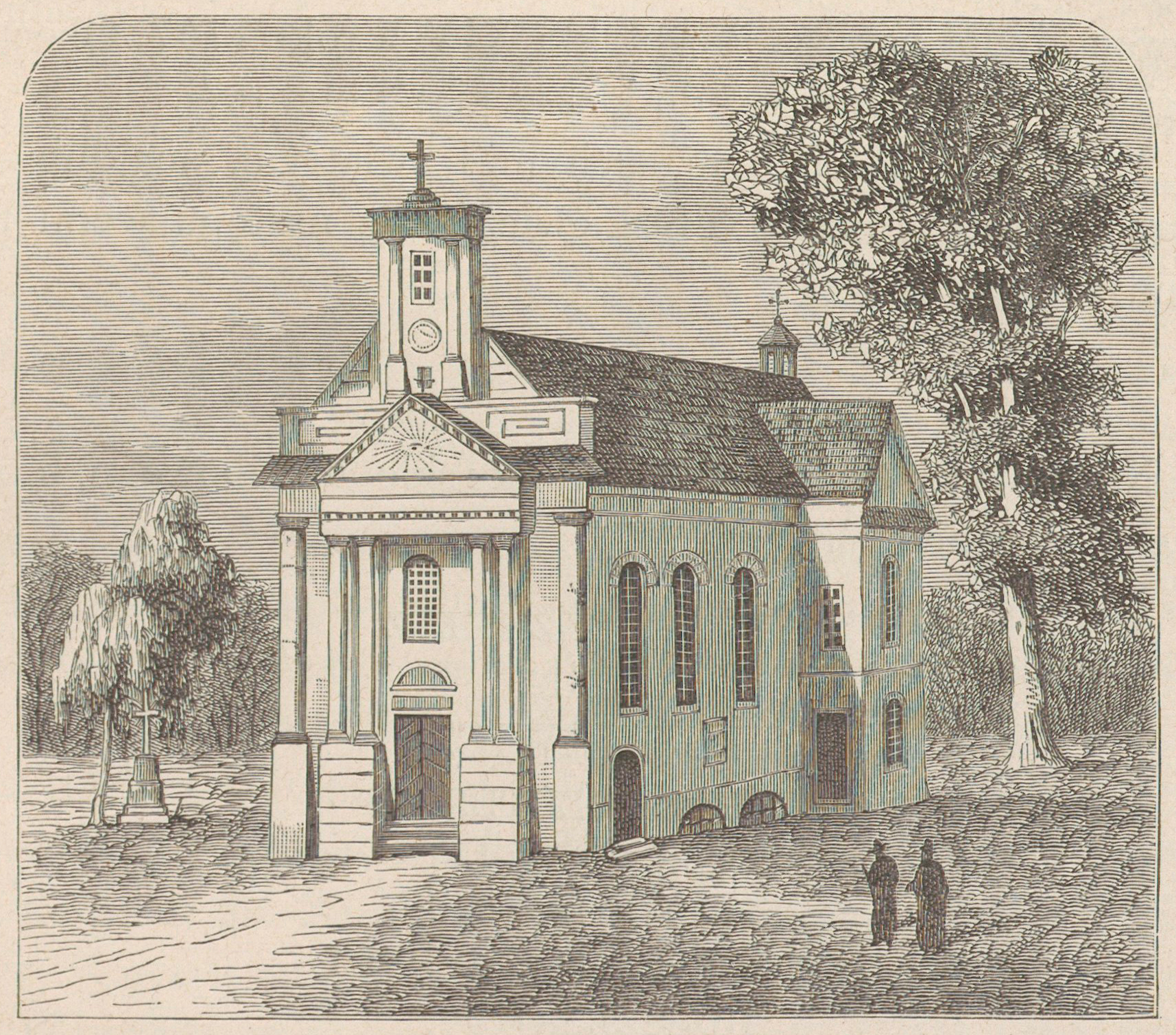
Nieistniejący kościół Narodzenia NMP i św. Kazimierza w 1873 r.

- Ryszard Pierzchała MSF
- Wojciech Walczyna MSF